# Resolution 1695 des UN-Sicherheitsrates
Die Resolution 1695 des UN-Sicherheitsrates wurde am 15. Juli 2006 vom Sicherheitsrat der Vereinten Nationen auf seiner 5490. Sitzung einstimmig angenommen und verbietet den Verkauf von Material an Nordkorea, das die Fähigkeit dieses Landes erhöhen würde, sein Entwicklungsprogramm für ballistische Raketen fortzusetzen. Die Resolution verurteilt auch den Testabschuss einer Rakete, der von Nordkorea am 5. Juli 2006 durchgeführt wurde.
Der Text der Resolution ist ein Kompromiss zwischen den Vereinigten Staaten, Japan und Frankreich, die eine striktere Stellungnahme favorisiert hatten, sowie der Volksrepublik China und Russland, die eine weniger strenge Formulierung wünschten. Die Resolution beruft sich auf Verlangen von China und Russland nicht auf Artikel VII der Charta der Vereinten Nationen. Die Resolution, die von den Vereinigten Staaten und Japan eingebracht worden war, wurde von Nordkorea fast augenblicklich zurückgewiesen.

## Referenzen
- "Security Council Condemns Democratic People’s Republic of Korea’s Missile Launches " Pressemitteilung der UN, beinhaltet kompletten Resolutionstext (englisch)
- "UN votes for N Korean sanctions", (BBC-Website)